# Molí d'Espígol
El Molí d'Espígol és una obra de Tornabous (Urgell) inclosa a l'Inventari del Patrimoni Arquitectònic de Catalunya.

## Descripció
A l'altura del Km. 65 del canal d'Urgell s'hi troba el molí abandonat. És una casa de planta rectangular que consta de planta baixa i dos pisos amb la teulada a dos vessants i el carener perpendicular a la façana principal. Totes les obertures són allindades però no estan ben alineades ni tenen les mateixes dimensions.